# João Goulart
João Belchior Marques Goulart (phát âm tiếng Bồ Đào Nha gaucho: [ʒu.ɐw bewki.ɔɾ Markis ɡulaɾ] hoặc [ʒwɐw bɛwkjɔʁ maʁkiʒ ɡuːlaʁ] trong phương ngữ Fluminense chuẩn; 01 tháng 3 năm 1918 - 06 tháng 12 năm 1976) là một chính trị gia người Brasil từng là Tổng thống thứ 24 của Brasil cho đến khi quân đội đảo chính lật đổ ông vào ngày 01 tháng 4 năm 1964. Ông được coi là đã vị Tổng thống cánh tả cuối cùng của đất nước này cho đến khi Luiz Inácio Lula da Silva nhậm chức vào năm 2003.

## Tiểu sử
Goulart sinh ra ở Yguariaçá Farm, trước đây là huyện nhưng bây giờ là thị trấn Itacurubi, São Borja, Rio Grande do Sul vào ngày 1 tháng 3 năm 1918. Cha mẹ ông là Vicentina Marques Goulart, bà nội trợ và Vicente Rodrigues Goulart, Estancieiro (một chủ trang trại của các tài sản nông thôn rộng lớn) và đại tá của Lực lượng Cảnh sát Quốc gia trong cuộc Cách mạng 1932, người đã chiến đấu bên cạnh Thống đốc Borges de Medeiros. Hầu hết các nguồn cho thấy João sinh năm 1918, nhưng năm sinh của anh ta thực sự là năm 1919. Điều này xảy ra vì cha anh đã ra lệnh cho một giấy khai sinh thứ hai, trong đó anh thêm một năm vào tuổi của con trai để João có thể học tại trường Luật Tại Đại học Liên bang Rio Grande do Sul [cần dẫn nguồn]
Khi João sinh ra Farm Yguariaçá là một địa điểm riêng biệt trong đô thị của São Borja. Do bị cô lập, mẹ anh ta không được chăm sóc y tế trong khi sinh, chỉ có sự trợ giúp của mẹ Maria Thomaz Vasquez Marques. Theo em gái của João, Yolanda, "bà tôi là người có thể hồi sinh lại João, người đã ra đời, giống như đang sắp chết". Giống như hầu hết các người Azorean, Maria Thomaz là một người Công giáo mộ đạo. Trong khi cố gắng hồi sinh cháu nội của mình, sưởi ấm ông, bà đã cầu nguyện với John Baptist. Bà hứa với thánh nhân rằng nếu đứa trẻ mới sinh được sống sót, ông sẽ được đặt theo tên của ông và sẽ không cắt tóc cho đến khi 3 tuổi, khi ông đi theo đám rước ngày 24 tháng 6 ăn mặc như vị thánh. ]
João lớn lên là một cậu bé gầy gò ở Yguariaçá, cùng với 5 chị em của mình: Eufrides, Maria, Yolanda, Cila, và Neuza. Cả hai anh em của ông đều chết sớm. Rivadávia (sinh năm 1920) qua đời sáu tháng sau khi sinh, và Ivan (sinh năm 1925), người mà ông đã được gắn bó sâu sắc, chết vì bệnh bạch cầu ở tuổi 33. [cần dẫn nguồn]
João rời thị trấn Itaqui để nghiên cứu, quyết định của Vicente là cha anh ta hợp tác với Protásio Vargas, anh trai của Getúlio, sau khi cả hai cho thuê một ngôi nhà tủ lạnh nhỏ trong thành phố đó từ một doanh nhân người Anh. Trong khi Vicente điều hành công việc kinh doanh trong vài năm sau đó, João tham dự Trường học của các chị em Teresian, cùng với các chị em của mình. Mặc dù đó là một trường phái tình dục hỗn hợp trong ngày, cậu không thể ở lại trường nội trú với các chị em cả đêm nhưng phải ngủ ở nhà một người bạn của bố mình. Đó là ở Itaqui rằng João đã phát triển một hương vị cho cả bóng đá và bơi lội. [Cần dẫn nguồn]
Sau khi trở về São Borja, kết thúc kinh nghiệm của mình với tư cách là một đối tác trong nhà lạnh, Vicente đã quyết định đưa João đến dự Ginásio Santana, do Marist Brothers ở Uruguaiana quản lý. João học lớp đầu tiên tại trường nội trú Santana, nhưng không được chấp thuận cho lớp năm năm 1931. Tức giận với thành tích kém cỏi của con trai tại trường, Vicente đã quyết định gửi cậu đến học Colégio Anchieta ở Porto Alegre. Ở thủ đô của tiểu bang, João sống cùng với bạn bè là Almir Palmeiro và Abadé dos Santos Ayub, người sau này rất gắn bó với anh ta. [Cần dẫn nguồn]